# Ackama rosifolia
Ackama rosifolia är en tvåhjärtbladig växtart som beskrevs av Allan Cunningham. Ackama rosifolia ingår i släktet Ackama och familjen Cunoniaceae. Inga underarter finns listade i Catalogue of Life.